# Mühlenhäuser
Die Siedlung Mühlenhäuser gehört zum Stadtteil Moschwitz der Stadt Greiz im Landkreis Greiz in Thüringen.

## Lage
Die Mühlenhäuser liegen südwestlich abseits von den Stadtteilen Moschwitz und Untergrochlitz sowie Obergrochlitz. Sie gehören seit jeher zu Moschwitz und wurden 1922 nach Greiz eingemeindet.

## Geschichte
1870 wurden die Mühlenhäuser wohl versehentlich so erstmals urkundlich erwähnt. Sie waren ursprünglich als Neuenhäuser deklariert. Zusammen mit den Lindenhäusern wurden sie später als "Neu-Moschwitz 1" bezeichnet. Diese Bezeichnung ist heute nicht mehr üblich.